# Golßen

Golßen  (Gólišyn en bas sorabe) est une ville de l'arrondissement de Dahme-Forêt-de-Spree, dans le Land de Brandebourg, en  Allemagne. 

## Géographie
La ville forme l'extrémité nord-ouest de la région historique de Basse-Lusace, située à environ 50 kilomètres au sud des limites de Berlin. Elle se trouve sur les rives de la Dahme, entre la vallée proglaciaire de Głogów-Baruth et les contreforts orientaux du Flamain.
Golßen est un important lieu de production pour les cornichons du Spreewald.

### Quartiers
En plus du centre-ville, le territoire communal comprend les localités de Mahlsdorf et de Zützen. 

### Transports
La gare de Golßen est reliée à la ligne de Berlin à Dresde. Elle est desservie par les trains Regional-Express.
La Bundesstraße 96 (Baruth–Luckau) traverse la ville, avec une bifurcation de la Bundesstraße 115 vers Lübben.

## Histoire

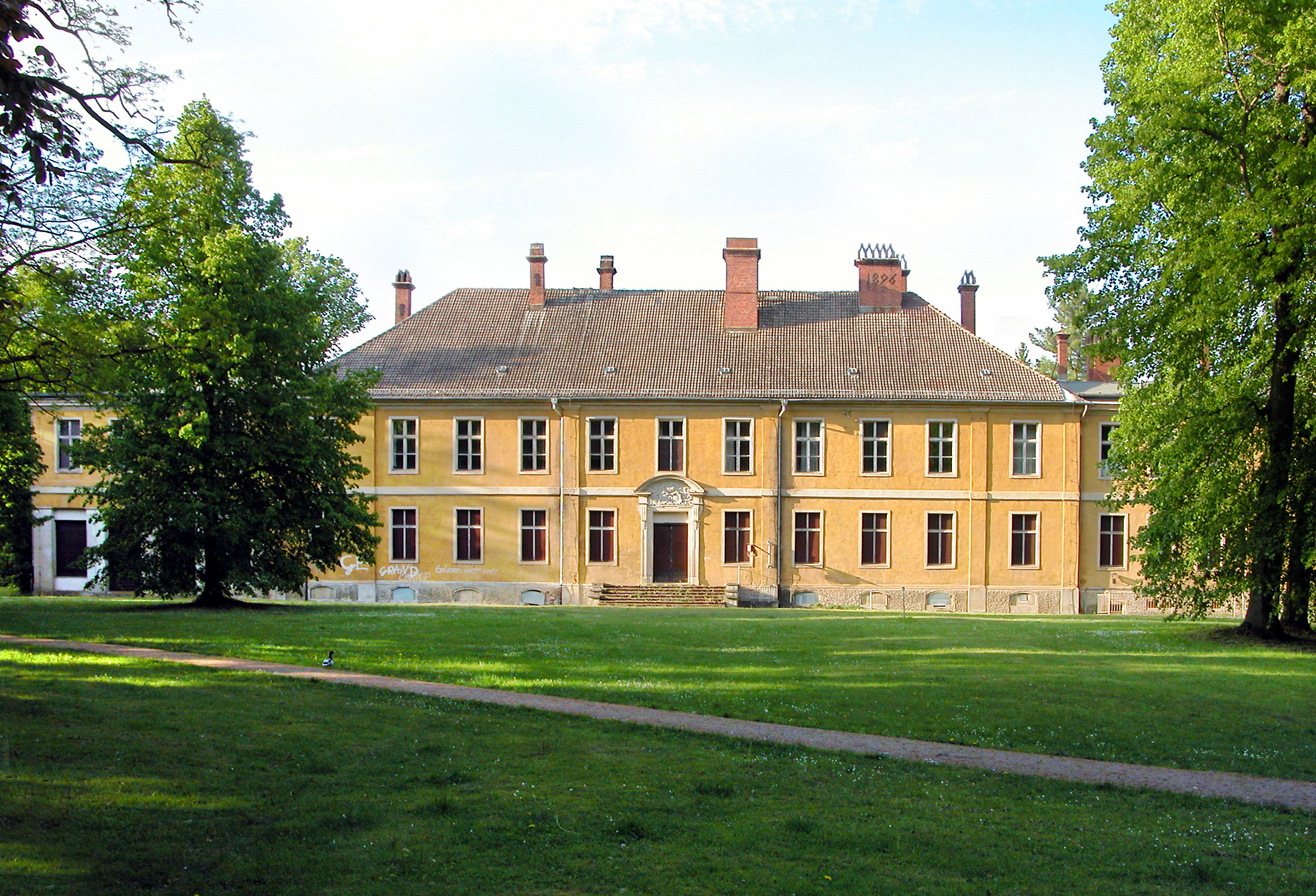
Château de Golßen.

Le domaine de Golßen, apparu au cours de la volonisation germanique dans la marche de Lusace, est mentionné pour la première fois dans un acte du 21 octobre 1276. La seigneurie était la propriété de la maison de Wettin ; en 1353, elle a été acquise par le margrave Frédéric III de Misnie. 
En 1367, le margraviat de (Basse-)Lusace est devenu un pays de la couronne de Bohême sous le règne de l'empereur Charles IV de la maison de Luxembourg. En 1418, Golßen est détenu par la famille von Knobelsdorff ; en 1439 öe domaine est acheté par la famille von Stutterheim. Le domaine confinait avec la marche de Brandebourg au nord et avec l'électorat de Saxe (l'ancien duché de Saxe-Wittemberg) à l'ouest.
Durant la guerre de Trente Ans, par le traité de Prague conclu en 1635, la Basse-Lusace passe aux électeurs de Saxe. Golßen a été acquis par la famille von Bredow en 1647 puis en 1846 par la maison de Solms-Baruth. Depuis 1815, la ville était incorporée dans la province de Brandebourg au sein du royaume de Prusse.